# Lípa u Boučků
Lípa u Boučků je památný strom u vsi Žďár jihovýchodně od Blovic. Lípa malolistá (Tilia cordata) roste u silnice v západní části vesnice v nadmořské výšce 440 m. Obvod jejího kmene měří 372 cm a strom dorůstá do výšky 18,5 m (měření 2010). Stáří je odhadováno na 350 let. Lípa je chráněna od roku 2000 pro svůj vzrůst a estetickou hodnotu.